# Libnotes kraussiana
Libnotes kraussiana là một loài ruồi trong họ Limoniidae. Chúng phân bố ở miền Australasia.